# Lecelles
Lecelles est une commune française située dans le département du Nord (59), en région Hauts-de-France.
C'est une commune du Parc Naturel Régional Scarpe-Escaut

## Géographie
Village situé au nord-ouest de Saint-Amand-les-Eaux, sur la frontière avec la Belgique. Traversé par l'Elnon, affluent du Décours lui-même affluent de la Scarpe qui se jette dans l'Escaut à Mortagne du Nord (frontière belge) à 220 km de la Mer du Nord.

### Hydrographie

#### Réseau hydrographique
La commune est située dans le bassin Artois-Picardie. Elle est drainée par l'Elnon, la Rue des Buissons, le Courant des Muchottes, le ruisseau de Hautour, le ruisseau de la Basse Frète, le ruisseau de la Basse Nérie, le ruisseau de la Blanche Barrière, le ruisseau de Poquin, le ruisseau de Roteleux, le ruisseau de Wahempré, le ruisseau des épêches et divers autres petits cours d'eau,.
L'Elnon, d'une longueur de 16 km, prend sa source près de Rumes, en Belgique, et se jette  dans le Courant de l'Hopital à Saint-Amand-les-Eaux, après avoir traversé cinq communes. Les caractéristiques hydrologiques de l'Elnon sont données par la station hydrologique située sur la commune. Le débit moyen mensuel est de 0,435 m3/s. Le débit moyen journalier maximum est de 8,521 décembre 19 939 m3/s, atteint le 1er décembre 1993.

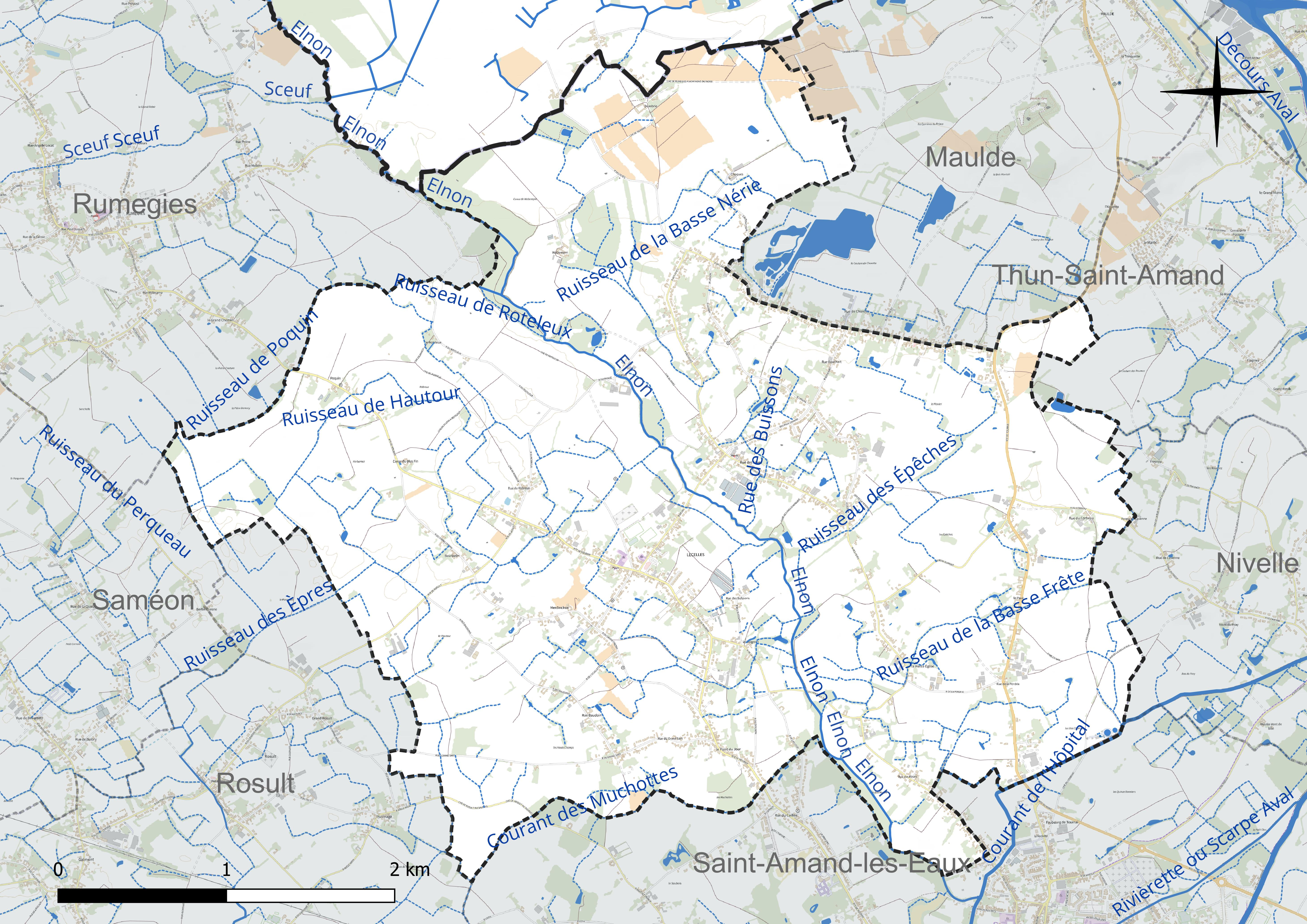
Réseau hydrographique de Lecelles.

#### Gestion et qualité des eaux
Le territoire communal est couvert par le schéma d'aménagement et de gestion des eaux (SAGE) « Scarpe aval ». Ce document de planification concerne un territoire de 624 km2 de superficie, délimité par le bassin versant de la Scarpe aval, comprenant la Pévèle, la plaine de la Scarpe et le bassin minier avec l'Ostrevent. Le périmètre a été arrêté le 18 mars 1997 et le SAGE proprement dit a été approuvé le 12 mars 2009, puis révisé le 5 juillet 2021. La structure porteuse de l'élaboration et de la mise en œuvre est le parc naturel régional Scarpe-Escaut. 
La qualité des cours d'eau peut être consultée sur un site dédié géré par les agences de l'eau et l'Agence française pour la biodiversité. 

### Climat
Pour des articles plus généraux, voir Climat des Hauts-de-France et Climat du Nord.
En 2010, le climat de la commune est de type climat océanique dégradé des plaines du Centre et du Nord, selon une étude du CNRS s'appuyant sur une série de données couvrant la période 1971-2000. En 2020, Météo-France publie une typologie des climats de la France métropolitaine dans laquelle la commune est dans une zone de transition entre le climat océanique et le climat océanique altéré et est dans la région climatique  Nord-est du bassin Parisien, caractérisée par un ensoleillement médiocre, une pluviométrie moyenne régulièrement répartie au cours de l'année et un hiver froid (3 °C). 
Pour la période 1971-2000, la température annuelle moyenne est de 10,7 °C, avec une amplitude thermique annuelle de 14,5 °C. Le cumul annuel moyen de précipitations est de 723 mm, avec 12,7 jours de précipitations en janvier et 9,5 jours en juillet. Pour la période 1991-2020, la température moyenne annuelle observée sur la station météorologique la plus proche, située sur la commune de Cappelle-en-Pévèle à 16 km à vol d'oiseau, est de 11,1 °C et le cumul annuel moyen de précipitations est de 736,6 mm,. Pour l'avenir, les paramètres climatiques de la commune estimés pour 2050 selon différents scénarios d'émission de gaz à effet de serre sont consultables sur un site dédié publié par Météo-France en novembre 2022.

## Urbanisme

### Typologie
Au 1er janvier 2024, Lecelles est catégorisée ceinture urbaine, selon la nouvelle grille communale de densité à sept niveaux définie par l'Insee en 2022.
Elle appartient à l'unité urbaine de Saint-Amand-les-Eaux, une agglomération intra-départementale regroupant 15  communes, dont elle est une commune de la banlieue,,. Par ailleurs la commune fait partie de l'aire d'attraction de Lille (partie française), dont elle est une commune de la couronne,. Cette aire, qui regroupe 201 communes, est catégorisée dans les aires de 700 000 habitants ou plus (hors Paris),.

### Occupation des sols
L'occupation des sols de la commune, telle qu'elle ressort de la base de données européenne d'occupation biophysique des sols Corine Land Cover (CLC), est marquée par l'importance des territoires agricoles (88,2 % en 2018), en diminution par rapport à 1990 (92,4 %). La répartition détaillée en 2018 est la suivante : 
terres arables (55 %), zones agricoles hétérogènes (19,2 %), prairies (14 %), zones urbanisées (11,8 %). L'évolution de l'occupation des sols de la commune et de ses infrastructures peut être observée sur les différentes représentations cartographiques du territoire : la carte de Cassini (XVIIIe siècle), la carte d'état-major (1820-1866) et les cartes ou photos aériennes de l'IGN pour la période actuelle (1950 à aujourd'hui).

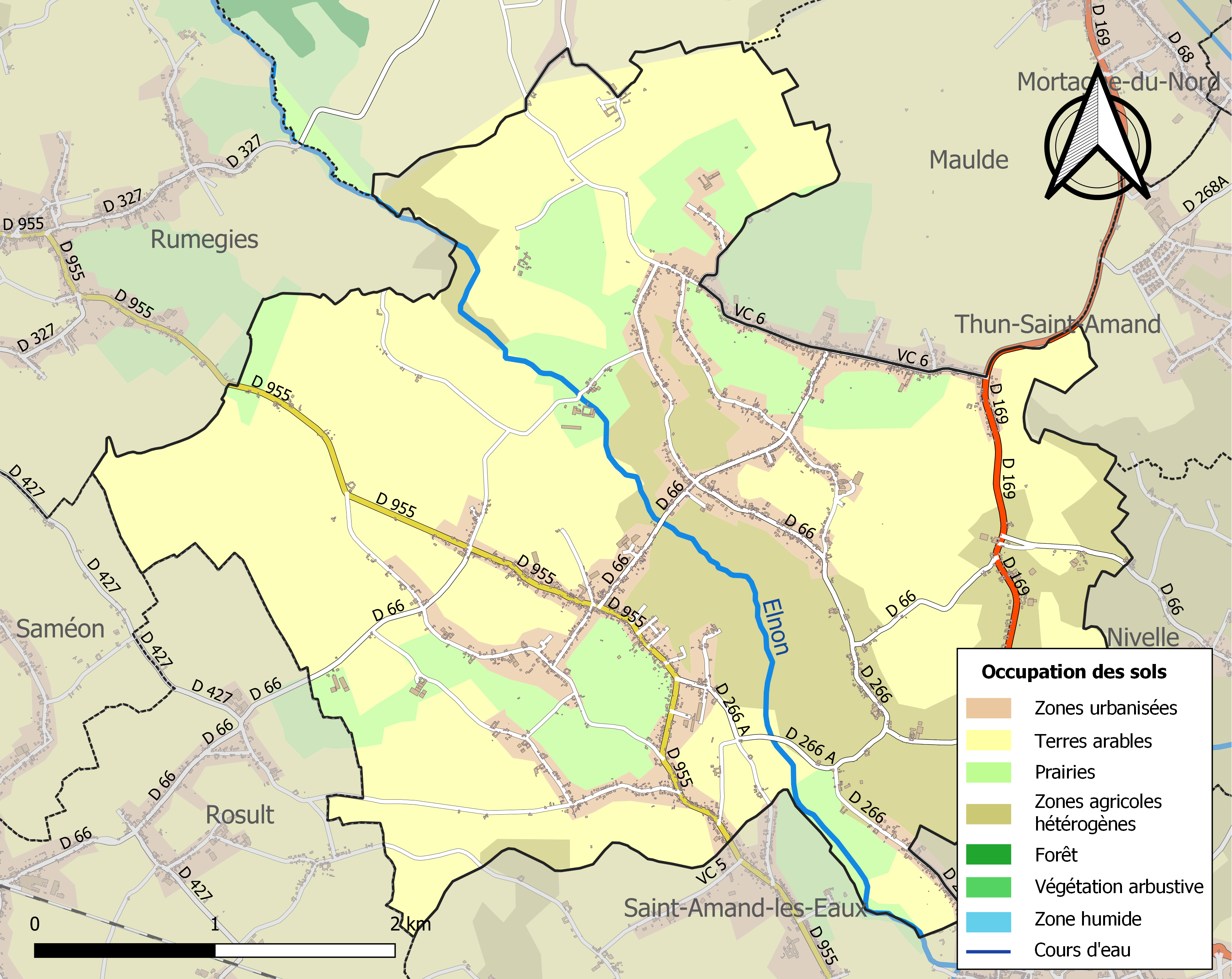
Carte des infrastructures et de l'occupation des sols de la commune en 2018 (CLC).

### Voies de communications et transports
La commune est desservie par la ligne 134 du réseau urbain Transvilles.

## Toponymie
Son nom viendrait[évasif] du latin cella signifiant « cellule ». En effet, les moines de l'abbaye de Saint-Amand-les-Eaux logeaient dans des cellules situées sur l'actuel territoire lecellois. Année après année, de génération en génération, le nom du village a dérivé jusqu'à son nom actuel : Lecelles.
La carte (1725) du diocèse de Tournay - conservée à la bibliothèque Municipale de Lille (carton 48-5) -  mentionne Celles et la carte de Cassini (1750) mentionne Le Celles, ce qui renforce cette hypothèse.

### Communes limitrophes
| Rumegies | Brunehaut (Belgique) | Maulde                   |
| Saméon   | Lecelles             | Thun-Saint-Amand Nivelle |
| Rosult   | Saint-Amand-les-Eaux |                          |

## Environnement
La commune est drainée par une rivière principale, l'Elnon alimentée par plusieurs ruisseaux ou "courants". Sans relief, le territoire communal abrite des "plats" où subsistent encore des mares ou petites zones humides. On peut leur attribuer un intérêt patrimonial zoologique, avec notamment des crapauds, grenouilles, tritons et salamandres (espèces menacées et protégées).

## Histoire
Terroir de basse vallée, drainé et mis en valeur sous l'impulsion des moines de l'abbaye de Saint-Amand les eaux. Lecelles est un village frontalier à la position géographique déterminante. Tout proche de la frontière, il a connu de nombreux assauts, des conquêtes et reconquêtes et ce, jusqu'en 1713, date de la signature du traité d'Utrecht. Ce traité est celui qui fixa, dans leurs contours quasiment définitifs, les limites du territoire français. La frontière est là, tout est fait pour nous le rappeler, du paysage particulier aux constructions anciennes.
En 1802-1803, Lecelles fait partie des quelques communes du département du Nord où existe un culte protestant, de même qu'à Illies, Walincourt, Saulzoir...
Entre 1896 et 1932, la ligne de chemin de fer de Saint-Amand à Hellemmes de 32 km dessert la commune.

## Héraldique
|  | Les armes de Lecelles se blasonnent ainsi : "D'azur semé de fleurs de lys d'or." |

## Politique et administration

### Liste des maires
| Période                                  | Période                       | Identité                   | Étiquette | Qualité                                                       |
| ---------------------------------------- | ----------------------------- | -------------------------- | --------- | ------------------------------------------------------------- |
| Les données manquantes sont à compléter. |                               |                            |           |                                                               |
| 1796                                     | 1803                          | Antoine Joseph Raviart     |           |                                                               |
| 1803                                     | 1823                          | Auguste Simon              |           | Juge de paix                                                  |
| 1823                                     | 1830                          | Benoît Théodore Monnier    |           | Cultivateur                                                   |
| 1830                                     | 1852                          | Casimir Bouchart           |           | Cultivateur                                                   |
| 1852                                     | 1865                          | Auguste Monnier            |           | Cultivateur                                                   |
| 1865                                     | 1888                          | Pierre Bouchart            |           | Cultivateur                                                   |
| 1888                                     | 1900                          | Jean-Baptiste Legrand      |           | Cultivateur                                                   |
| 1901                                     | 1918                          | Georges Legrand            |           | Avocat                                                        |
| 1919                                     | 1943                          | Paul Davaine               |           | Agriculteur                                                   |
| 1944                                     | mars 1977                     | Jean Davaine               |           | Agriculteur                                                   |
| mars 1977                                | mars 2001                     | Michel Cordier (1922-2007) |           | Agriculteur, maire honoraire Officier du Mérite agricole      |
| mars 2001                                | mars 2014                     | Édith Hourdeau             | DVD       | Maraîchère                                                    |
| mars 2014                                | En cours (au 27 juillet 2023) | Jean-Claude Messager       | DVD       | Commerçant 15e vice-président de la CA de la Porte du Hainaut |

### Instances judiciaires et administratives
La commune relève du tribunal d'instance de Valenciennes, du tribunal de grande instance de Valenciennes, de la cour d'appel de Douai, du tribunal pour enfants de Valenciennes, du conseil de prud'hommes de Valenciennes, du tribunal de commerce de Valenciennes, du tribunal administratif de Lille et de la cour administrative d'appel de Douai.

## Population et société

### Démographie

#### Évolution démographique
L'évolution du nombre d'habitants est connue à travers les recensements de la population effectués dans la commune depuis 1800. Pour les communes de moins de 10 000 habitants, une enquête de recensement portant sur toute la population est réalisée tous les cinq ans, les populations de référence des années intermédiaires étant quant à elles estimées par interpolation ou extrapolation. Pour la commune, le premier recensement exhaustif entrant dans le cadre du nouveau dispositif a été réalisé en 2004.

En 2022, la commune comptait 3 048 habitants, en évolution de +9,21 % par rapport à 2016 (Nord : +0,51 %, France hors Mayotte : +2,11 %).
| 1800  | 1806  | 1821  | 1831  | 1836  | 1841  | 1846  | 1851  | 1856  |
| ----- | ----- | ----- | ----- | ----- | ----- | ----- | ----- | ----- |
| 1 670 | 1 877 | 2 013 | 2 132 | 2 230 | 2 191 | 2 233 | 2 185 | 2 114 |

| 1861  | 1866  | 1872  | 1876  | 1881  | 1886  | 1891  | 1896  | 1901  |
| ----- | ----- | ----- | ----- | ----- | ----- | ----- | ----- | ----- |
| 2 149 | 2 185 | 2 136 | 2 188 | 2 170 | 2 165 | 2 202 | 2 144 | 2 134 |

| 1906  | 1911  | 1921  | 1926  | 1931  | 1936  | 1946  | 1954  | 1962  |
| ----- | ----- | ----- | ----- | ----- | ----- | ----- | ----- | ----- |
| 2 139 | 2 160 | 2 090 | 2 206 | 2 159 | 2 108 | 2 054 | 2 093 | 2 209 |

| 1968  | 1975  | 1982  | 1990  | 1999  | 2004  | 2006  | 2009  | 2014  |
| ----- | ----- | ----- | ----- | ----- | ----- | ----- | ----- | ----- |
| 2 152 | 2 356 | 2 402 | 2 563 | 2 662 | 2 764 | 2 773 | 2 654 | 2 751 |

| 2019  | 2022  | - | - | - | - | - | - | - |
| ----- | ----- | - | - | - | - | - | - | - |
| 2 847 | 3 048 | - | - | - | - | - | - | - |

#### Pyramide des âges
La population de la commune est relativement jeune.
En 2018, le taux de personnes d'un âge inférieur à 30 ans s'élève à 33,3 %, soit en dessous de la moyenne départementale (39,5 %). À l'inverse, le taux de personnes d'âge supérieur à 60 ans est de 25,4 % la même année, alors qu'il est de 22,5 % au niveau départemental.
En 2018, la commune comptait 1 413 hommes pour 1 415 femmes, soit un taux de 50,04 % de femmes, légèrement inférieur au taux départemental (51,77 %).
Les pyramides des âges de la commune et du département s'établissent comme suit.
| Hommes | Classe d’âge | Femmes |
| ------ | ------------ | ------ |
| 0,5    | 90 ou +      | 0,4    |
| 5,1    | 75-89 ans    | 8,1    |
| 18,2   | 60-74 ans    | 18,6   |
| 22,2   | 45-59 ans    | 21,7   |
| 19,4   | 30-44 ans    | 19,3   |
| 14,6   | 15-29 ans    | 14,2   |
| 20,0   | 0-14 ans     | 17,7   |

| Hommes | Classe d’âge | Femmes |
| ------ | ------------ | ------ |
| 0,5    | 90 ou +      | 1,4    |
| 5,3    | 75-89 ans    | 8,1    |
| 14,8   | 60-74 ans    | 16,2   |
| 19,1   | 45-59 ans    | 18,4   |
| 19,5   | 30-44 ans    | 18,7   |
| 20,7   | 15-29 ans    | 19,1   |
| 20,2   | 0-14 ans     | 18     |

## Économie
Commune d'accueil : nombreux résidents travaillant dans les centres urbains voisins : Lille, Valenciennes.
La vocation agricole reste présente malgré le développement de l'urbanisation liée à la densification de l'espace rural autour de la métropole lilloise. Spécialités : polyculture, élevage laitier, culture de la fraise, Pépinières.

## Lieux et monuments
- Église Saint-Denis du XVIIIe siècle.
- Temple de Lecelles (rue de Chorette)
- Importants corps de ferme en briques, à cour carrée, avec d'imposants porches-pigeonniers.
- Communauté protestante mais surtout catholique.
- Vie associative très développée.

## Évènements
Depuis 1999 se tient tous les ans la Fête de la fraise imaginée et créée par "Lecelles Inter Associations".
Tous les ans a lieu à Lecelles un Run and bike (épreuve de course à pied et de VTT en équipe de 2) le dernier dimanche de juin.

## Personnalités liées à la commune
- Louis Legrand de Lecelles (1826-1887), avocat et homme politique
- Jacques Guiot, coureur cycliste
- Valérie Létard, vice-présidente du Sénat
- Jean-Marie Descarpentries, polytechnicien,ancien chef d'entreprises

## Pour approfondir